# KMC
KMC（ケムシ、本名：天本 義人（あまもと よしと）、1981年6月11日 - ）は、日本の男性ヒップホップMC、トラックメイカー、作詞家、DJ。福岡県小郡市出身。

## 来歴
姉と兄のいる3人兄弟の末っ子として生まれる。
16歳の時に友人に誘われたのがきっかけでダンスを始める。ダンスの練習中にラジカセから聞こえてきたスチャダラパーの曲を聴いて覚えるうち、自分にも出来るのではないかと思いラップに転向する。初めて組んだグループの名はリバティーターミナル。
1997年以来、福岡・親富孝通りを中心に活動していく。 当時のユニットとして伝導法師がある。
2006年2月にはavex Rhythm zone主催の『STARZ SESSION』に「BUS☆TER (1MC1DJ)（KMC、DJ SHIGE）」として出場し、九州地区特別賞受賞。同年10月、STARZレーベルコンピレーション・アルバム「STARZ FILE」に参加。
MAICALIMER (2MC1DJ)（2000年結成・KMC、Q-MAS、DJ SHIGE）、黒猫Records（2006年6月結成・KMC、Sg、Nes、asil）としての活動の傍ら、KMCとしてのソロ活動を開始。
東京・代々木公園で年に一度行われる日本最大のブロックパーティ「BBOY PARK」には、2007年、2008年と単独CDリリースのないアーティストとしては異例の出演を果たす。
2008年10月、NHK福岡放送局制作の『トンコツTV』に出演。“三ツ星アーティスト”の称号を得ることはできなかったが、派生ラジオ番組『トンコツRADIO』にゲストで呼ばれ、そこでMCトン・ニーノとのつながりができ、彼に誘われる形でT-Pistonz+KMCとしての活動を始める。
2009年4月よりテレビ東京系アニメ「イナズマイレブン」オープニング主題歌を担当。

## 名前の意味
ラップを始めた頃大好きだったキングギドラの歌詞に「毛虫の様に踏み潰し…」と言う一節があり、「なんで毛虫だけが踏み潰されるんだ！よし！じゃあ、踏み潰されない毛虫になろっ!!」と思い、それ以来「ケムシ」と名乗り、後に「KMC」となる。
KMCのアルファベットは後付ではあるがKing of Microphone Controller（キングオブマイクロフォンコントローラー）の略とされている。
KMC以前の名前は初めは鬼平、次に赤犬、そしてKEY-ROCKだった。

## 主な出演及び活動
- 2006年10月・・・STARZコンピレーションアルバム「STARZ FILE」に参加
- 2007年7月・・・BBOY PARK
- 2008年7月・・・BBOY PARK
- 2009年8月・・・BBOY PARK

### テレビ
- NHK福岡放送局制作 第5回トンコツTV出演（2008年10月）
- NHK福岡放送局制作 第10回トンコツTV出演（2009年10月）
- テレビ東京系「おはスタ」出演（2009年12月）
- テレビ東京系「おはスタ」出演（2010年3月）

### ラジオ
- CROSS FM COOL FAMILY PRESENTS「KMCのSUPER RADIO SPEAKER」（2008年10月〜2009年3月）[2][3]
- CROSS FM「天神RAP」（〜2009年3月）
- FM福岡「KMCのSunday Microphone」（2009年4月〜2010年2月）[4]
- Inter FM 「FIVE STARS」 金曜日（2010年3月〜9月）[5]
- FM-FUJI「T-Pistonz+KMCのTPKing!!」（2011年10月〜2012年9月）

### 雑誌
- コロコロコミック イナズマイレブンFC「トン・ニーノ＆KMCの青春のお悩み相談室」（2011年〜）
- コロコロコミック 「T-Pistonz+KMCのTPK!（ともに“ピンチ”をけっとばせ）」（2012年11月号〜2014年4月号）

## ディスコグラフィ

### シングル
|    | タイトル                                             | 発売日         | C/W曲 | タイアップ・備考 |
| -- | ---------------------------------------------------- | -------------- | --- | --- |
| 1  | マジで感謝!                                          | 2009年6月10日  | マジで感謝! ~みんなでシャララversion~ マジで感謝! ~KMC REMIX~ マジで感謝! (Instrumental)                                                     | T-Pistonz+KMCとして テレビ東京系アニメ「イナズマイレブン」オープニング主題歌 （27話 - 54話／2009年4月8日〜10月14日）                                   |
| 2  | H                                                    | 2009年6月24日  | マジで感謝! ~INAZUMA MESSAGE from KMC~ UP & DOWN H                                                                                           | |
| 3  | つながリーヨ                                         | 2009年11月4日  | スゲーッマジで感謝!〜スーパーファイア〜 つながリーヨ（オリジナル・カラオケ） スゲーッマジで感謝!〜スーパーファイア〜（オリジナル・カラオケ） | T-Pistonz+KMCとして テレビ東京系アニメ「イナズマイレブン」オープニング主題歌 （55話 - 67話／2009年10月21日〜2010年1月27日）                            |
| 4  | 勝って泣こうゼッ!                                    | 2010年3月10日  | 友達でいようなっ 勝って泣こうゼッ!（オリジナル・カラオケ） 友達でいようなっ（オリジナル・カラオケ）                                          | T-Pistonz+KMCとして テレビ東京系アニメ「イナズマイレブン」オープニング主題歌 （68話 - 87話／2010年2月3日〜6月23日）                                    |
| 5  | ウルトラ 勝って泣こうゼッ!                           | 2010年5月26日  | バモ!ニッポン -INAZUMA MIX- 勝って泣こうゼッ! -KICKOFF MIX- 勝って泣こうゼッ! -OFFSIDE KMC MIX-                                              | T-Pistonz+KMCとして、サッカー日本代表サポーター集団「ULTRAS」とコラボ                                                                                  |
| 6  | GOODキター!                                          | 2010年7月14日  | 元気になリーヨ! GOODキター!（オリジナル・カラオケ） 元気になリーヨ!（オリジナル・カラオケ）                                                  | T-Pistonz+KMCとして テレビ東京系アニメ「イナズマイレブン」オープニング主題歌 （88話&89話 - 107話／2010年6月30日〜11月17日）                            |
| 7  | 僕らのゴォール!                                      | 2011年2月23日  | またね…のキセツ 僕らのゴォール!(Instrumental) またね…のキセツ(Instrumental)                                                                  | T-Pistonz+KMCとして テレビ東京系アニメ「イナズマイレブン」オープニング主題歌 （108話 - 127話／2010年11月24日〜2011年4月27日）                          |
| 8  | 天までとどけっ!                                      | 2011年7月6日   | みんなあつまリーヨ! 天までとどけっ!（オリジナル・カラオケ） みんなあつまリーヨ!（オリジナル・カラオケ）                                      | T-Pistonz+KMCとして テレビ東京系アニメ「イナズマイレブンGO」オープニング主題歌 （1話 - 18話／2011年5月4日〜8月31日）                                   |
| 9  | 成せば成るのさ 七色卵                                | 2011年10月26日 | がってんだっしょ! 成せば成るのさ 七色卵（オリジナル・カラオケ） がってんだっしょ!（オリジナル・カラオケ）                                    | T-Pistonz+KMCとして テレビ東京系アニメ「イナズマイレブンGO」オープニング主題歌 （19話 - 33話／2011年9月7日〜12月21日）                                 |
| 10 | おはよう!シャイニング・デイ/打ち砕ーくっ!            | 2012年2月15日  | おはよう!シャイニング・デイ（オリジナル・カラオケ） 打ち砕ーくっ!（オリジナル・カラオケ）                                                    | T-Pistonz+KMCとして テレビ東京系アニメ「イナズマイレブンGO」オープニング主題歌 （34話 - 47話／2012年1月4日〜4月11日）                                  |
| 11 | 情熱で胸アツ!                                        | 2012年6月20日  | 心をつなごう! 情熱で胸アツ!（オリジナル・カラオケ） 心をつなごう!（オリジナル・カラオケ）                                                    | T-Pistonz+KMCとして テレビ東京系アニメ「イナズマイレブンGO クロノ・ストーン」オープニング主題歌 （1話 - 17話（隔週オンエア）／2012年4月18日〜8月22日） |
| 12 | 感動共有!                                            | 2012年7月4日   | 突き抜けろっ! 感動共有!（オリジナル・カラオケ） 突き抜けろっ!（オリジナル・カラオケ）                                                        | T-Pistonz+KMCとして テレビ東京系アニメ「イナズマイレブンGO クロノ・ストーン」オープニング主題歌 （2話 - 18話（隔週オンエア）／2012年4月25日〜8月29日） |
| 13 | ココロ転がせっ!                                      | 2012年7月18日  | ココロ転がせっ!（オリジナル・カラオケ） | T-Pistonz+KMCとして コロコロコミック35周年記念応援歌                                                                                                   |
| 14 | 初心をKEEP ON!                                       | 2012年10月31日 | 手をつなごう（TPK Ver） 初心をKEEP ON!（オリジナル・カラオケ） 手をつなごう（TPK Ver）（オリジナル・カラオケ）                               | T-Pistonz+KMCとして テレビ東京系アニメ「イナズマイレブンGO クロノ・ストーン」オープニング主題歌 （19話 - 35話／2012年9月5日〜12月26日）                |
| 15 | ライメイ!ブルートレイン/ネップウ!ファイヤーバード2号 | 2013年2月13日  | ライメイ!ブルートレイン（オリジナル・カラオケ） ネップウ!ファイヤーバード2号（オリジナル・カラオケ）                                         | T-Pistonz+KMCとして テレビ東京系アニメ「イナズマイレブンGO クロノ・ストーン」オープニング主題歌 （36話 - 51話／2013年1月9日〜5月1日）                  |
| 16 | ガチで勝とうゼッ!                                    | 2013年6月19日  | 空は知ってる ガチで勝とうゼッ!（オリジナル・カラオケ） 空は知ってる（オリジナル・カラオケ）                                                  | T-Pistonz+KMCとして テレビ東京系アニメ「イナズマイレブンGO ギャラクシー」オープニング主題歌 （1話 - 17話／2013年5月8日〜8月28日）                      |
| 17 | 地球を回せっ!                                        | 2013年10月30日 | チャンス!! 地球を回せっ!（オリジナル・カラオケ） チャンス!!（オリジナル・カラオケ）                                                          | T-Pistonz+KMCとして テレビ東京系アニメ「イナズマイレブンGO ギャラクシー」オープニング主題歌 （18話 - 32話／2013年9月4日〜12月25日）                    |
| 18 | スパノバ!/BIGBANG!                                   | 2014年2月26日  | スパノバ!（カラオケバージョン） BIGBANG!（カラオケバージョン）                                                                               | T-Pistonz+KMCとして テレビ東京系アニメ「イナズマイレブンGO ギャラクシー」オープニング主題歌 （33話 - 43話／2014年1月8日〜3月19日）                     |
| 19 | 王者の魂                                             | 2014年5月28日  | 世界中で暴れ放題 王者の魂（オリジナル・カラオケ） 世界中で暴れ放題（オリジナル・カラオケ）                                                   | T-Pistonz+KMCとして ハンゲーム「イナズマイレブン オンライン」オープニング主題歌                                                                        |

### アルバム
|   | タイトル                                         | 発売日         | 備考                                  |
| - | ------------------------------------------------ | -------------- | ------------------------------------- |
| 1 | キャラフル                                       | 2008年11月14日 | ミニアルバム／インディーズ            |
| 2 | がんばリーヨ!                                    | 2010年12月22日 | T-Pistonz+KMCとして                   |
| 3 | ゴリラビートはラッキィ7                          | 2011年11月30日 | T-Pistonz+KMCとして                   |
| 4 | T-Pistonz+KMC ストーリーヨ! 〜はじめてのべすと〜 | 2012年2月22日  | T-Pistonz+KMCとして 1stベストアルバム |
| 5 | 発覚!?ティリティリ7                              | 2012年9月26日  | T-Pistonz+KMCとして                   |
| 6 | オドランカランドのメリーゴーランド               | 2013年11月27日 | T-Pistonz+KMCとして                   |
| 7 | TPK ベスト ゴォーーーッ!                         | 2014年3月19日  | T-Pistonz+KMCとして 2ndベストアルバム |
| 8 | 百式                                             | 2015年2月8日   | ミニアルバム 100枚限定 ／インディーズ |

### DVD
|   | タイトル                        | 発売日        | 備考      |
| - | ------------------------------- | ------------- | --------- |
| 1 | T-Pistonz+KMC LIVE TPKing Vol.1 | 2012年9月26日 | ライブDVD |

### 参加作品

#### フィーチャリング
1. パントライム「ドンスタッ!!!」（2008年9月26日発売）
  - 05. 山登りブルース feat. KMC
2. 韻牙ランド「韻牙ランドのモッコリとしたCD」（2010年11月3日発売）
  - 16. ディスコ ロマンティック feat. KMC & NES
  - lyrics by CHIN & BAKABOND. KMC. NES/track by DJ TAMA a.k.a SPC FINEST
  - CD化以前の2009年8月5日よりiTunes Music Store、MUSIC.JPにて配信されている。
3. FLEA MARKET「トリックスター」（2010年7月7日発売）
  - 07. 鉄腕ラップ feat. KMC，MGM (from ALL→E)

#### コンピレーション
1. オムニバス「STARZ FILE」（2006年10月25日発売）
  - 12. リリカルシューティング
2. オムニバス「WARP TREE」（2020年7月27日発売）
  - 10. おやすみTokyo (prod. Alto)

### 楽曲提供
1. イナズマオールスターズ「またね…のキセツ」（2010年2月16日発売）
  - 作詞・作曲 - 山崎徹＆KMC / 編曲 - 鈴木俊介
  - TVアニメ『イナズマイレブン』EDテーマ
2. 松風天馬（CV:寺崎裕香）／剣城京介（CV:大原崇）／空野葵（CV:北原沙弥香）「手をつなごう」（2012年10月24日発売）
  - 作詞・作曲 - KMC / 編曲 - 菊谷知樹
  - TVアニメ『イナズマイレブンGO クロノ・ストーン』EDテーマ
3. イナズマオールスターズ  『イナズマオールスターズ×TPK』キャラクターソングアルバム「マジで感謝！」（2012年11月28日発売）
  - 1. 蒼き魂 - 作詞・作曲：KMC
  - 3. 明日のヒーロー - 作詞：KMC／作曲：山崎弘
  - 4. 涙のArt　〜虹色の花〜 - 作詞・作曲：KMC
  - 9. 手をつなごう - 作詞・作曲：KMC
  - 11. マジで感謝！from イナズマオールスターズ - 作詞：山崎徹＆山崎弘＆KMC／作曲：山崎徹＆山崎弘
4. イナズマイレブンGOオールスターズ 僕たちの城（2013年2月6日発売）
  - 1. 僕たちの城 - 作詞：山崎徹 / 作曲：TPK
5. イナズマオールスターズ  『イナズマオールスターズ×TPK コラボキャラクターソングアルバム「感動共有!」（2013年8月14日発売）
  - 3. Don’t Stop!!!! - 作詞・作曲：KMC
  - 4. 明日も晴れたら - 作詞・作曲：KMC
  - 9. 君が居れば - 作詞・作曲：KMC
  - 11. 感動共有！ from イナズマオールスターズ - 作詞・作曲：TPK

## 受賞
2006年2月 - avex Rhythm Zone主催の『STARZ SESSION』に「BUS☆TER（1MC1DJ）」にて「SPECIAL STARZ」を受賞。

## エピソード
- トレードマークともなっている黒ぶち眼鏡であるが、レンズの入っていない伊達眼鏡である。たびたびラジオでは「伊達眼鏡担当」「チャラ眼鏡」など、眼鏡をネタにした自己紹介をすることがある。またデビュー以前より使用していたものが壊れたため、2011年10月より幅の広い黒ぶち眼鏡に変わっている。